# Сикандерпур
Сикандерпур (англ. Sikanderpur) — город на севере Индии, в штате Уттар-Прадеш, в округе Каннаудж.

## География
Расположен к югу от реки Кали, между городами Чхибрамау и Гурсахаигандж.

## Демография
По данным официальной переписи 2001 года численность населения города составляла 7564 человека, из них 52 % — мужчины и 48 % — женщины. Уровень грамотности населения города составляет 60 %, что немногим выше, чем средний по стране показатель 59,5 %. Уровень грамотности среди мужчин — 66 %, среди женщин — 53 %. Доля лиц в возрасте младше 6 лет — 16 %.

## Транспорт
Через Сикандерпур проходит национальное шоссе № 91. Ближайшая железнодорожная станция находится в городе Гурсахаигандж.